# 7인의 사무라이
《7인의 사무라이》(七人の侍 시치닌노 사무라이[*])는 구로사와 아키라가 각본, 편집, 감독을 맡은 1954년 일본의 사무라이 서사 드라마 영화이다. 1587년 센고쿠 시대를 배경으로 한 작품이다. 마을의 농부들이 자신들의 농작물을 훔쳐가는 도적들과 싸워 농작물을 되찾기 위해 7명의 주인 없이 떠도는 사무라이(로닌) 고용한다는 이야기이다. 2018년 bbc 선정 역대 최고의 외국어영화 1위를 차지했다. 2021년 타임아웃 매거진 선정 역대 최고의 영화 best100에서 7위에 선정되었다.

## 줄거리
1586년, 도적 무리가 산골 마을을 약탈하는 것을 논의하지만, 두목은 더 많은 수확물을 얻기 위해 추수가 끝날 때까지 기다리기로 결정한다. 마을 사람들이 이 이야기를 엿듣고 마을의 장로이자 물방앗간 주인인 기사쿠에게 도움을 청한다. 기사쿠는 마을을 지키기 위해 사무라이를 고용할 계획을 세운다. 돈이 없고 음식만을 보수로 제공할 수 있기 때문에, 기사쿠는 마을 사람들에게 '배고픈' 사무라이를 찾으라고 조언한다.
근처 도시로 가서 마을 사람들은 도둑으로부터 어린 소년을 구하는 모습을 보고 나이 들었지만 경험 많은 로닌인 칸베를 발견한다. 카츠시로라는 젊은 사무라이가 칸베의 제자가 되기를 청한다. 마을 사람들이 칸베에게 도움을 요청하고, 그는 마지못해 수락한다. 그는 이후 옛 전우인 시치로지를 비롯해 고로베, 헤이하치, 그리고 카츠시로가 경외하는 과묵한 검술의 달인 큐조를 모집한다. 거칠고 괴짝한 사무라이 행세를 하는 키쿠치요 역시 쫓아내려는 시도가 실패한 후 마침내 받아들여진다.
마을에 도착한 사무라이들과 농민들은 서서히 서로를 신뢰하게 된다. 카츠시로는 아버지가 남장을 시킨 농부의 딸 시노를 만나 신분 차이로 인해 불가능하다는 것을 알면서도 그녀와 관계를 맺는다. 이후 키쿠치요가 부상을 입거나 전투에서 도망치던 다른 사무라이들을 죽여 마을 사람들이 얻은 갑옷과 무기를 가져오자 사무라이들은 분노한다. 키쿠치요는 농부의 고아 아들임을 밝히며 사무라이들이 농민들이 겪는 고통의 상당 부분에 책임이 있다고 격분하며 말한다. 사무라이들의 분노는 부끄러움으로 바뀐다.
칸베는 마을 사람들을 죽창으로 무장시키고, 부대로 조직하여 훈련시킨다. 도적 정찰병 셋이 발견되고 둘은 사살되며, 마지막 한 명은 처형되기 전 그들 진영의 위치를 밝힌다. 사무라이들은 선제 공격으로 진영을 불태운다. 사무라이들을 돕는 곤란에 처한 마을 사람 리키치는 이전 습격 때 납치되어 첩이 된 자신의 아내를 보고 무너진다. 리키치를 본 아내는 불타는 오두막으로 달려가 죽음을 맞이한다. 헤이하치는 그녀를 쫓아가려는 리키치를 막다가 총에 맞아 죽는다. 헤이하치의 장례식에서 슬퍼하는 마을 사람들은 여섯 명의 사무라이와 키쿠치요, 그리고 마을을 상징하는 헤이하치가 만든 깃발을 들어올리는 키쿠치요에게서 감명을 받는다.
도적들이 마침내 도착했을 때, 그들은 해자와 높은 나무 울타리를 포함한 새로운 방어 시설에 혼란을 느낀다. 그들은 기사쿠의 물방앗간을 포함한 마을 외곽의 가옥들을 불태운다. 기사쿠가 물방앗간을 포기하지 않으려 하자 가족들이 그를 구하려 하지만, 키쿠치요가 구한 아기를 제외하고 모두 목숨을 잃는다. 도적들은 이후 마을을 포위하지만, 방어하는 이들이 모든 공격을 막아내면서 많은 도적이 죽음을 맞는다.
도적들은 세 자루의 화승총을 보유하고 있다. 큐조는 홀로 나가 한 자루를 탈취하고, 질투심에 불탄 키쿠치요는 자신의 부대를 버리고 또 다른 한 자루를 가져온다. 하지만 키쿠치요의 부재로 인해 소수의 도적이 그의 초소에 침입해 여러 농민을 살해하고, 고로베는 자신의 진지를 지키다 죽임을 당한다. 그날 밤, 칸베는 도적들의 수가 줄어들고 있기 때문에 마지막 총공격을 감행할 것이라고 예측한다.
한편, 카츠시로와 시노의 관계가 아버지에게 발각되고, 그는 딸의 정절을 빼앗겼다며 분노하여 시노를 구타한다. 칸베와 마을 사람들이 개입하고, 시치로지는 전투를 앞두고 이러한 행동이 자연스러운 것이며 용서해야 한다고 설득한다.
다음 날 아침, 방어하는 이들은 남은 도적들이 마을에 들어오도록 유도해 매복 공격을 감행한다. 전투가 막바지에 이르렀을 때, 도적 두목이 여인들의 오두막에 숨어 화승총으로 큐조를 쏘아 죽인다. 분노한 키쿠치요가 돌진해 들어가 총에 맞지만, 죽기 전 두목을 처단한다. 남은 도적들도 모두 죽임을 당한다.
이후, 칸베, 카츠시로, 시치로지는 동료들의 무덤 앞에 서서 작물을 심으며 즐겁게 노래하는 마을 사람들을 바라본다. 카츠시로와 시노는 마지막으로 만나지만, 시노는 그를 지나쳐 카츠시로가 머물지 떠날지 고민하는 동안 농사일에 합류한다. 칸베는 시치로지에게 이것이 사무라이들에게 또 다른 많은 희생과 대가를 치르는 승리라고 선언한다. "승리는 저 농민들의 것이지. 우리의 것이 아니야."

## 출연진

### 7인의 사무라이
- 시마다 칸베 - 시무라 다카시
- 키쿠치요 - 미후네 도시로
- 오카모토 카츠시로 - 기무라 이사오
- 카타야마 고로베 - 이나바 요시오
- 시치로지 - 가토 다이스케
- 하야시다 헤이하치 - 지아키 미노루
- 큐조 - 미야구지 세이지

## 제작

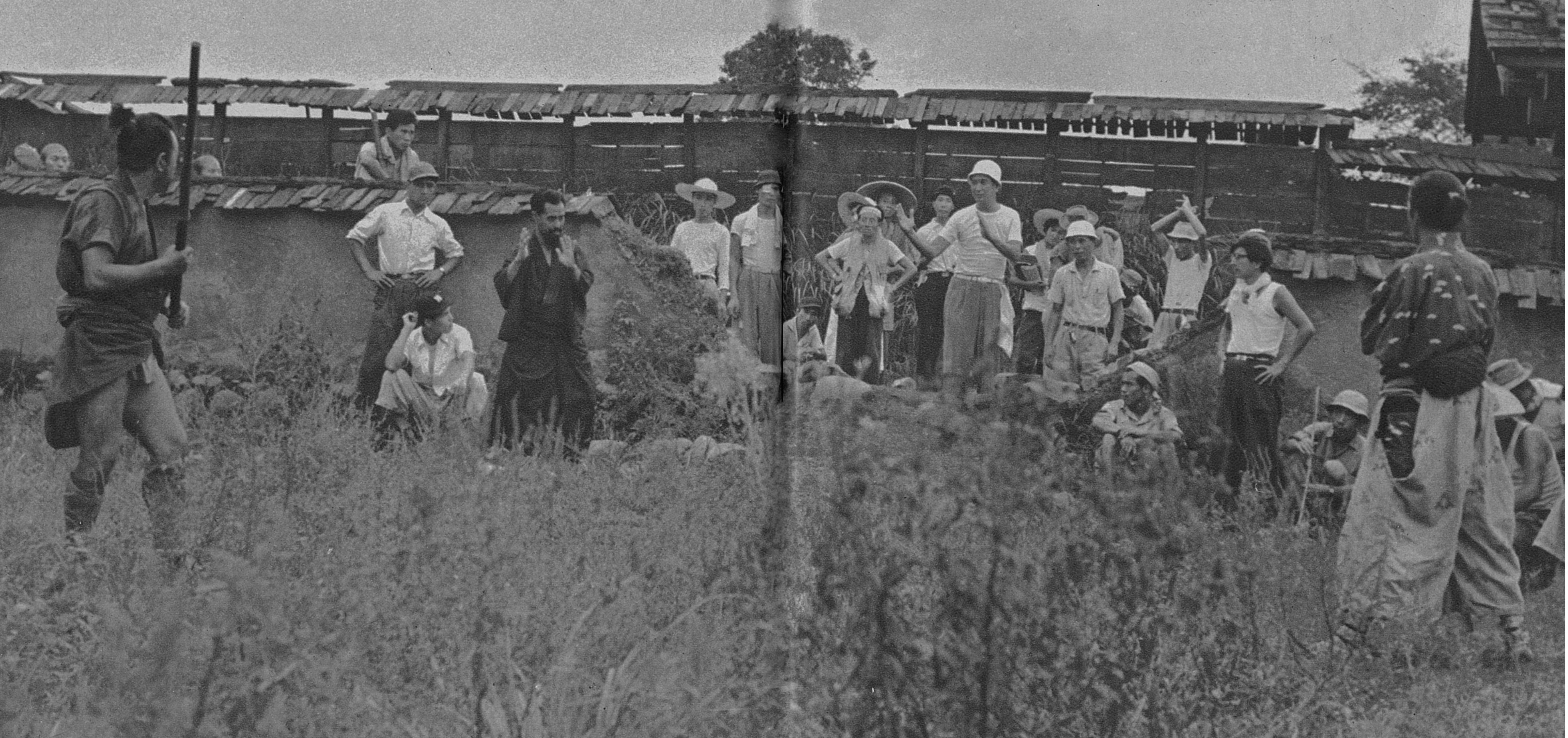
영화 촬영 현장

이 영화는 구로사와 아키라의 작품 가운데 첫 사무라이 영화이다. 구로사와는 처음엔 사무라이의 하루 동안의 일상에 대한 영화를 만들려 했으나, 영화를 위한 조사를 하다 사무라이가 농부를 지키는 이야기를 발견하게 된다.

## 수상 및 후보
베네치아 국제 영화제(1954년)
- 수상 - 은사자상 - 구로사와 아키라
- 후보 - 황금 사자상 - 구로사와 아키라

마이니치 영화 콩쿨(1955년)
- 수상 - 남우조연상 - 미야구치 세이지

영국 아카데미상(1956년)
- 후보 - 작품상
- 후보 - 외국인 배우상 - 미후네 도시로
- 후보 - 외국인 배우상 - 시무라 다카시

아카데미상(1957년)
- 후보 - 미술상 - 마쓰야마 소
- 후보 - 의상상 - 에자키 고헤이

주시상(1959년)
- 수상 - 외국인 감독상 - 구로사와 아키라
- 수상 - 외국인 배우상 - 시무라 다카시

## 같이 보기
- 역대 최고의 영화 목록